# Guambius hesperus
Guambius hesperus är en mångfotingart som beskrevs av Chamberlin 1941. Guambius hesperus ingår i släktet Guambius och familjen stenkrypare. Inga underarter finns listade i Catalogue of Life.